# Zamach na Stanisława Wojciechowskiego
Zamach na Stanisława Wojciechowskiego – nieudany zamach na prezydenta Polski Stanisława Wojciechowskiego przeprowadzony 5 września 1924 we Lwowie.

## Historia

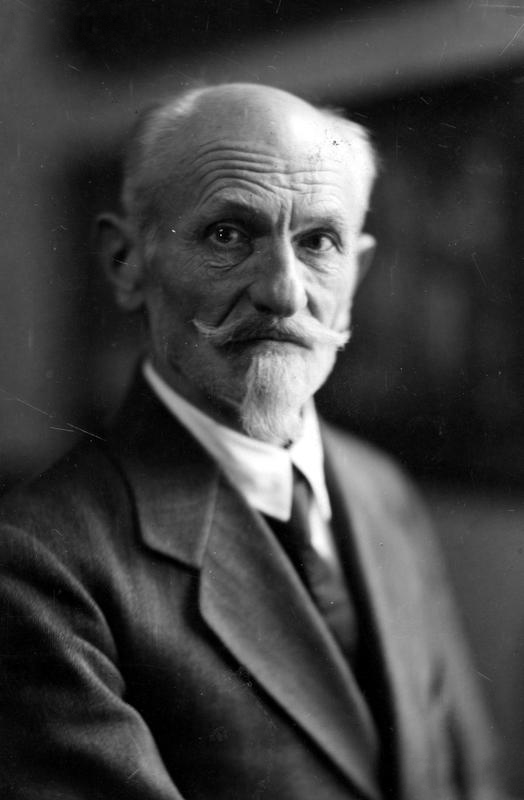
Stanisław Wojciechowski

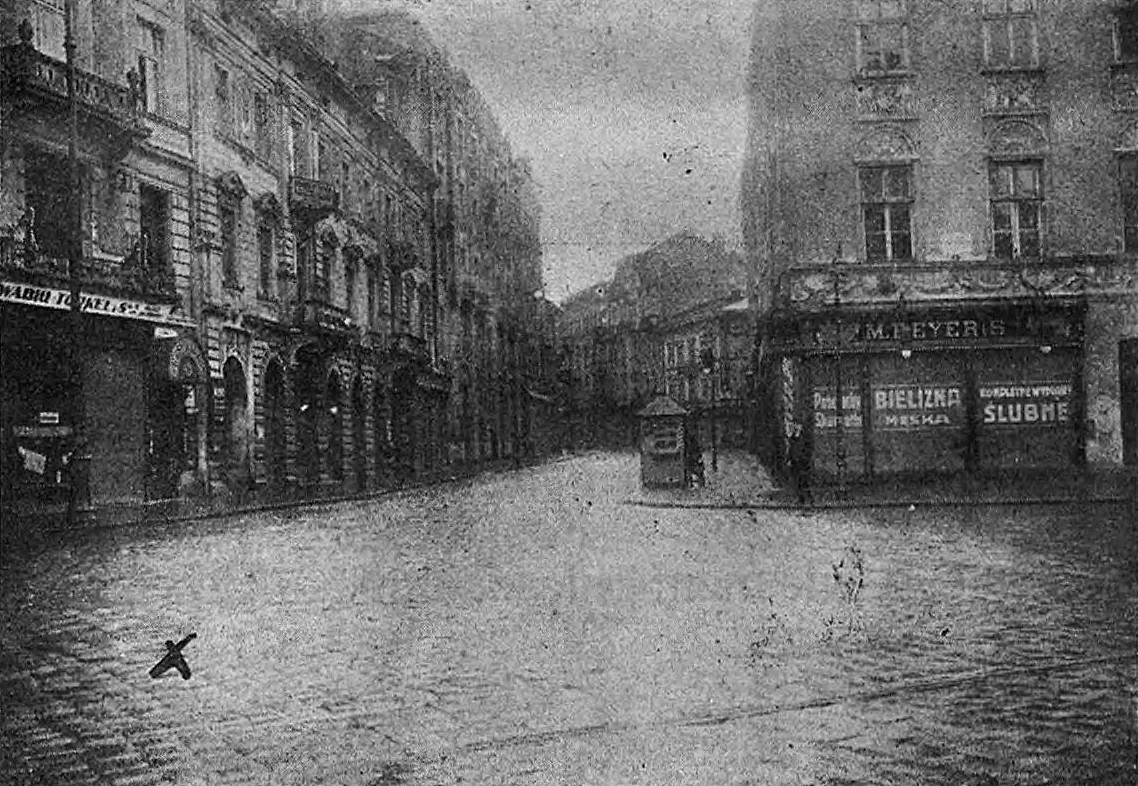
Miejsce eksplozji (x)

We wrześniu 1924 prezydent Stanisław Wojciechowski przyjechał z pierwszą wizytą do Lwowa, by pojawić się na Targach Wschodnich. Do zamachu doszło u zbiegu ulic Kopernika i Legionów, gdy w kierunku odkrytego powozu Wojciechowskiego rzucono bombę, która spadła za nim, ale nie wybuchła, w związku z czym nie było żadnych ofiar. W późniejszej relacji z procesu materiał określono jako „petarda”.
Sprawcą zamachu był Teofil Olszański z Ukraińskiej Organizacji Wojskowej, który zbiegł i zatrzymany został dopiero przez Niemców, gdy 3 października próbował nielegalnie przekroczyć granicę państwową w okolicy Bytomia. W związku z tym Olszański został skazany za nielegalne przekroczenie granicy na dwa tygodnie więzienia w zawieszeniu na rok (karę odroczono po wpłaceniu kaucji), a następnie otrzymał w Niemczech status uchodźcy politycznego. 2 września 1925 wyjechał do Marienburga (Malbork), skąd wrócił do Berlina nie zgłaszając miejsca zamieszkania.
Zaraz po zamachu za sprawcę uznano studenta prawa żydowskiego pochodzenia Stanisława Steigera, którego wskazała świadek zdarzenia Maria Pasternakówna. Był on sądzony w czasie procesu toczącego się 15 i 16 września 1924 przed Sądem Okręgowym we Lwowie, ten jednak sprawę przekazał do postępowania zwyczajnego z udziałem sędziów przysięgłych. Obrońcą Steigera był Natan Loewenstein. Proces wznowiono w następnym roku, na podstawie informacji o przyznaniu się do zamachu innej osoby. Na jednej z rozpraw w październiku 1925 zmarł jeden z sędziów przysięgłych Zygmunt Szulakiewicz. Po rozprawie 16 grudnia 1925 Steiger został ostatecznie uniewinniony 17 grudnia, a następnie zwolniony z tymczasowego aresztu, w którym przebywał od czasu zamachu. Jego obrońcą był początkowo Michał Grek, a potem Natan Loewenstein, zaś oskarżycielem Alfred Laniewski. Mowa obrończa Löwensteina w tym procesie ukazała się drukiem (O sprawę Steigera, Lwów-Warszawa 1926).
O wątku ukraińskim wiedziano już przed rozprawą rozpoczętą 12 października 1925, prasa niemiecka i polska zaczęła o niej donosić 17 października. Dwa dni później interpelację w tej sprawie wniósł jeden z socjalistycznych posłów pruskiego parlamentu. Strona polska występuje o przekazanie akt Olszańskiego, co też ostatecznie nastąpiło mimo celowej zwłoki ze strony niemieckiej i dawkowania informacji przez przesyłanie ocenzurowanych akt sprawy. Prasa niemiecka porównuje proces Steigera do procesu Dreyfusa.
Równolegle prowadzono również tzw. proces Jaegera i towarzyszy – przed sądem stanęli Mikołaj Mykietyn (były policyjny informator), Ignacy Jäger (Jaeger; właściciel drukarni), inż. Ignacy Kornhaber (architekt), Jan Dwornicki (detektyw) i Maks Glaserman (lub Glasermann; rytownik). Proces zakończył się w sierpniu 1925 skazaniem Mykietyna na 6 lat więzienia za fałszywe wskazywanie innej osoby jako sprawcy zamachu, pozostałe osoby uniewinniono. Podczas trwania procesu doszło do zamachu na jednym ze świadków.
Materiały źródłowe na temat zamachu są bardzo skąpe, gdyż został on przez władze zatuszowany, by ukryć problemy z ukraińską mniejszością na Kresach Wschodnich. Również w kraju informacje na jego temat nie były powszechnie dostępne: większość mediów go przemilczała, mimo drobiazgowego opisu wizyty prezydenta tego dnia we Lwowie, np. warszawski „Tygodnik Ilustrowany” umieścił relację z wizyty Wojciechowskiego we Lwowie bez informacji o próbie zamachu, a „Gazeta Lwowska” wspomniała tylko o usiłowaniu zmącenia uroczystości. Wątek ten pominął także w swojej książce adiutant Wojciechowskiego Henryk Comte, dość szczegółowo wspominającego w niej o swojej służbie u boku prezydenta.